# Élisabeth Chaplin
Élisabeth Chaplin (17 de octubre de 1890, Fontainebleau, Francia - 28 de enero de 1982, Fiesole, Italia) fue una pintora franco-toscana de estilo Nabis.
Es conocida por sus retratos y paisajes toscanos, la mayoría de los cuales se encuentran en la colección de la Galería de Arte Moderno del Palacio Pitti, en Florencia. Tiene dos autorretratos en la colección del corredor vasariano.

## Influencias familiares
Chaplin provenía de una familia de pintores y escultores. Su madre fue Marguerite de Bavier-Chauffour, poeta y escultora. Su tío era Charles Joshua Chaplin, pintor y grabador francés. Charles Chaplin impartió clases de arte específicamente para mujeres en su estudio. La artista estadounidense Mary Cassatt y la artista inglesa Louise Jopling se encontraban entre los estudiantes de Charles Chaplin. Murió cuando Elisabeth Chaplin era un bebé.

## Primeros años
En 1900, la familia de Elisabeth se trasladó a Italia, primero al Piamonte y después a Savona, en Liguria. Allí comenzó a pintar por su cuenta, sin formación formal. Cuando la familia Chaplin se instaló en 1905 en la Villa Rossi de Fiesole, Elisabeth tuvo la oportunidad de visitar el taller de Francesco Gioli y conocer al pintor Giovanni Fattori
Las visitas de Chaplin al Museo Uffizi fueron decisivas. Aprendió copiando a los clásicos. Entre 1905 y 1908 pintó sus primeros lienzos de gran tamaño, y en 1910 su "Ritratto di Famiglia" (Retrato de familia) ganó una medalla de oro de la Sociedad de Bellas Artes de Florencia (expuesta en la Galería de Arte Moderno de Florencia). En 1916 se traslada con su familia a Roma, donde vivirá hasta 1922. Allí conoció a Paul-Albert Besnard (1849-1934), pintor y grabador francés, que en 1913 fue nombrado director de Villa Médicis en Roma. Se convirtió en uno de los mentores de Chaplin.
Participó en la Bienal de Venecia de 1914 y en el Salón de París de 1922 y siguientes. Se hizo amiga del autor francés André Gide y siguió al pintor Maurice Denis, fundador del movimiento Nabis, a quien conoció en Florencia en 1912.

## Antes de la Segunda Guerra Mundial
Desde 1922 hasta la década de 1930, Chaplin vivió en Villa Il Treppiede con su madre y su pareja, Ida Capecchi. Su sobrino Robert Chaplin, un artista joven y prometedor, vivió con ellas desde 1927 hasta su muerte por distrofia muscular en 1937.
Chaplin produjo numerosos retratos y frescos durante este tiempo. Socializó con los pintores Giovanni Fattori y Luigi y Francesco Gioli, y con el coleccionista de arte Bernard Bereson.

## Regreso a Francia
Desde mediados de la década de 1930 hasta principios de la de 1950, Chaplin vivió en París . Recibió encargos civiles para producir tapices decorativos como Verano y otoño para la École Professionelle de Metz, Francia (1936-1937) y murales para las iglesias de París Notre-Dame-du Salut y Saint-Esprit. En 1937 ganó una medalla de oro en la Exposición Internacional de París y en 1938 fue galardonada con la Legión de Honor francesa.

## Regreso a la Toscana
Regresó a Villa Il Treppiede en Fiesole después de la guerra y se mudó permanentemente a principios de la década de 1950. Continuó pintando paisajes y retratos, muchos de sus familiares y seres queridos.
En 1946, la Galería de los Uffizi adquirió tres de sus cuadros y solicitó a la artista una donación de su joven Autorretrato con un paraguas verde que ahora cuelga en el Corredor Vasari.
Durante su vida hubo una serie de importantes retrospectivas en Florencia de su trabajo: Palazzo Strozzi (1946), Academia de Artes y Diseño (1956) e Instituto Francés (1965).
Varias de sus obras están expuestas en la Galería Nacional de Arte Moderno de Roma.
Chaplin donó toda su obra (y la de su madre y su sobrino) a Florencia. Quince de sus cuadros están expuestos en la Galería de Arte Moderno del Palacio Pitti, mientras que casi 700 (pinturas y bocetos) están almacenados 
Murió en Fiesole en 1982. 